# Phyllarthrius
Phyllarthrius är ett släkte av skalbaggar. Phyllarthrius ingår i familjen långhorningar.
Kladogram enligt Catalogue of Life:
| Phyllarthrius | \| \| Phyllarthrius africanus \| \| \| \| \| \| Phyllarthrius unicolor \| \| \| \| |
|               | \| \| Phyllarthrius africanus \| \| \| \| \| \| Phyllarthrius unicolor \| \| \| \| |
|               | Phyllarthrius africanus                                                            |
|               |                                                                                    |
|               | Phyllarthrius unicolor                                                             |
|               |                                                                                    |